# 堀口英雄
堀口 英雄（ほりぐち ひでお、1927年4月18日 - 2022年2月3日) は、埼玉県浦和市出身 のサッカー元日本代表選手。
麗和サッカークラブ元会長、岩宿遺跡石器づくり友の会元会員

## 生涯
浦和仲町の呉服商（油仙呉服店）堀口甚吉の長男。
浦和町立第二尋常小学校(現さいたま市立常盤小学校)
埼玉県立浦和中学校(現埼玉県立浦和高等学校)
土浦海軍航空隊甲種飛行予科練入隊後、三重航空隊奈良分遺隊、峯山海軍航空隊、福岡海軍航空隊小富士分遺隊、土浦海軍航空隊にて終戦（一等飛行兵曹）。
旧制早稲田大学商学部へ進学しア式蹴球部へ入部、4年時主将として第1回早慶サッカー定期戦 (戦後初のナイター試合)、松永碩とともに日本代表に選出され、第1回アジア大会(インド：ニューデリー)にて3位銅メダルを獲得。
埼玉県戦後初の日本代表として埼玉県・浦和市より功労賞受賞。その後も埼玉・浦和サッカーの発展に寄与。
大学卒業後、日立製作所に入社し、企画部、家電・海外事業に携わり貿易・国際部長、子会社社長、監査役を歴任。
日立製作所時代はサッカー部で社会人リーグ・大会等で活躍した。